# 1996年5月逝世人物列表
1996年逝世人物列表：1月 - 2月 - 3月 - 4月 - 5月 - 6月 - 7月 - 8月 - 9月 - 10月 - 11月 - 12月
1996年5月逝世人物列表，是用於匯總1996年5月期間逝世人物的列表。

## 依日期排序

### 1日
- 赫伯特·布朗內爾，92歲，美國政治家[1]
- 比利·拜爾斯，69歲，美國爵士長號手和編曲家。[2]
- 弗朗索瓦·查萊斯，76歲，法國記者，死於白血病。
- 吉姆·格里森，84歲，美國棒球運動員。[3]
- 埃裡克·霍頓，85歲，英格蘭足球運動員和經理。[4]
- 大衛·M·甘迺迪，90歲，美國外交官[5]
- 盧安娜·帕滕，57歲，美國女演員[6]

### 2日
- 埃米爾·哈比比，73歲，巴勒斯坦-以色列作家和共產主義政治家[7]
- 丹尼·卡梅科納，60歲，美國演員
- 瑪麗亞·路易莎·龐特，77歲，西班牙女演員。
- 亨利·魯斯特，90歲，荷蘭電影剪輯師。
- 索爾比男爵道格拉斯·霍頓，97歲，英國政治家。[8]

### 3日
- 陈裕德
- 蓋伊·卡薩里爾，62歲，法國電影導演。[9]
- 唐納德·G·芬克，84歲，美國工程師。[10]
- 蒂姆·古利克森，44歲，美國網球運動員和教練[11]
- 亞歷克斯·凱爾納，71歲，美國棒球運動員。[12]
- 赫爾曼·凱斯滕，96歲，德國作家。[13]
- 德特列夫·基特斯坦，52歲，德國曲棍球運動員。[14]
- 帕齊·蒙大拿，87歲，美國鄉村音樂創作歌手。[15]
- 雷·史蒂文斯，60歲，美國職業摔跤手，心臟病發作而死。
- 傑克·韋斯頓，71歲，美國演員[16]
- 基思·丹尼爾·威廉姆斯，48歲，美國殺人犯[17]

### 4日
- 讓·克雷潘，87歲，第二次世界大戰、第一次印度支那戰爭和阿爾及利亞戰爭期間的法國陸軍軍官。[18]
- 愛德華·E·哈多克，84歲，美國政治家。
- 蓋斯·科里亞薩科斯，64歲，美國棒球運動員。[19]
- 愛德華多·佛朗哥·雷蒙多，62歲，西班牙棋手。

### 5日
- 蓋坦·杜瓦爾，65歲，模里西斯政治家。[20]
- 大衛·拉瑟，94歲，美國作家和政治活動家。[21]
- 羅德尼·M·洛夫，87歲，美國政治家。
- 約庫巴斯·明克維丘斯，75歲，立陶宛政治家。
- 艾青，86歲，中國詩人。[22]
- 薩利·特里，73歲，加拿大裔美國歌手和編曲家。[23]
- 查爾斯·齊默爾曼，88歲，美國航空工程師。[24]

### 6日
- 唐納德·T·坎貝爾，79歲，美國心理學家和學者。[25]
- 杰弗裡·道斯，78歲，英國胎兒生理學家。
- 艾德·洛夫，85歲，美國動畫師。[26]
- 哈姆雷特·姆希塔良，33歲，蘇聯/俄羅斯足球運動員，死於腦癌。
- 沃利·南丁格爾，40歲，英國音樂家，因吸毒而患病致死。
- 蘇珊·里奇韋，78歲，美國電影女演員。
- 里奧·約瑟夫·蘇南斯，91歲，比利時羅馬天主教紅衣主教[27]

### 7日
- 威廉·科普利，77歲，美國畫家、作家和畫廊主。
- 唐·麥克尼爾，88歲，美國電臺名人。[28]
- 阿爾伯特·梅爾策，76歲，英國無政府主義者。[29]
- 納西索·G·雷耶斯，82歲，菲律賓外交官和作家。
- 何塞·拉薩羅·羅伯斯，72歲，巴西足球運動員。
- 霍華德·史密斯，76歲，英國外交官。

### 8日
- 貝麗爾·伯頓，58歲，英國賽車手[30]
- 謝爾蓋·切爾梅耶夫，95歲，俄裔英國建築師、工業設計師和作家。[31]
- 路易士·米格爾·多明金，69歲，西班牙鬥牛士[32]
- 羅伯特·蓋布，84歲，盧森堡足球運動員。[33]
- 路維·霍爾舍，88歲，德國作曲家、音樂家和音樂教育家。[34]
- 比爾·內藤，70歲，美國商人、公民領袖和慈善家，死於癌症。
- 塞萊多尼奧·羅梅羅，83歲，西班牙音樂家。[35]
- 卡爾·烏爾里希，85歲，二戰期間的德國黨衛軍軍官。
- 加思·威廉姆斯，84歲，美國兒童插畫家。[36]

### 9日
- 卡普塔巴巴，1995年，尼泊爾精神聖人。
- 陆定一，89歲，中國政治家。
- 卡爾·法爾伯格，80歲，美國漫畫家、藝術家。[37]
- 古斯塔夫·金格拉斯，78歲，加拿大醫生。
- 卡爾文·沃勒，58歲，美國陸軍中將[38]

### 10日
- 喬澤·巴比奇，79歲，斯洛維尼亞電影製片人。
- 波爾·博魯姆，61歲，丹麥詩人和作家。
- 喬·霍爾登，82歲，美國棒球運動員、經理和球探。[39]
- 埃塞爾·史密斯，93歲，美國管風琴家。
- 寇特·泰雪特，91歲，德裔美國古生物學家和地質學家。[40]

### 11日
- 廖运周，93歲，原国民革命军高级將领。
- 纳姆迪·阿齐基韦，91歲，奈及利亞總統。[41]
- 羅德尼·卡爾弗，26歲，美式橄欖球跑衛[42]
- 阿德米尔·德梅内塞斯，73歲，巴西足球運動員和經理。
- 奧伊溫德·約翰內森，71歲，挪威足球運動員。
- 山姆·拉根，80歲，美國詩人。[43]
- 維托里奧·薩拉，77歲，義大利編劇和電影導演。[44]
- 瑪麗亞·德洛斯·多洛雷斯公主，86歲，西西裡公主。[45]
- 米哈伊爾·圖馬尼什維利，75歲，蘇聯戲劇導演。
- 梅里爾·B·特溫寧，93歲，美國海軍陸戰隊將軍。[46]
- 伊万·維什涅夫斯基，39歲，烏克蘭足球運動員，死於黑色素瘤。
- 瑪格麗特·賴特，76歲，美國政治家和社區活動家。
- 在1996年珠穆朗瑪峰事故中喪生的著名登山者[47]
  - 斯科特·費舍爾，40歲，美國登山家。
  - 羅伯特·哈爾，35歲，紐西蘭登山家。
  - 難波康子，47歲，日本女商人。
  - 安迪·哈裡斯，31歲，紐西蘭登山嚮導。

### 12日
- 江兆申，72歲，著名書畫、篆刻家，中國書畫研究學者，曾任臺北國立故宮博物院副院長兼書畫處處長。
- 加扎勒·阿里扎德，47歲，伊朗詩人和作家，自殺身亡。
- 理查·肯德爾·布魯克，66歲，南非鳥類學家。
- 荷馬·凱勒，81歲，美國當代古典音樂作曲家。[48]
- 穆罕默德·阿卜杜勒·拉赫曼，81歲，埃及擊劍運動員。
- 馬丁·羅曼，86歲，德國爵士鋼琴家。[49]

### 13日
- 哈裡·海德，71歲，美國納斯卡機組負責人，心肌梗塞而死。
- 威廉·休斯·穆裡根，78歲，美國法官。[50]
- 莫裡斯·愛德華·奧普勒，89歲，美國人類學家。[51]
- 海姆·梅納赫·拉賓，80歲，以色列語言學家。[52]

### 14日
- 瑪麗安·巴羅內，72歲，美國體操運動員和奧運選手。[53]
- 薇拉·查普曼，98歲，英國作家。
- 愛德華·格尼，82歲，美國律師和政治家。[54]
- 揚·赫特爾，67歲，捷克足球運動員。
- 斯里達蘭·傑加納坦，44歲，斯裡蘭卡板球運動員。
- 路德維希·普雷斯，85歲，德國政治家。[55]
- 迪克·蘭德爾，70歲，美國電影製片人。
- 阿多内·斯泰林，75歲，義大利足球運動員。[56]
- 菅井汲，77歲，日本畫家、雕塑家和版畫家。
- 烏斯萊馬尼，62歲，泰米爾演員。
- 利奧波德·斯塔斯尼，84歲，捷克斯洛伐克足球運動員和教練。

### 15日
- 諾丁·本·阿里，76歲，阿爾及利亞-法國足球運動員和經理。[57]
- 哈威爾·德爾·格拉納多，83歲，玻利維亞作家。
- 紐特·V·米爾斯，96歲，美國政治家。
- 保羅·諾吉爾，87歲，法國神經學家和醫生。[58]
- 維吉爾·沃爾特·羅斯，88歲，美國動畫師。

### 16日
- 達尼洛·阿爾維姆，75歲，巴西足球運動員和經理[59]
- 傑里米·邁克爾·博爾達，56歲，美國海軍上將[60]
- 克勞德·戈登，80歲，美國小號手，樂隊指揮，教育家和作家[61]
- 奧爾加·馬達爾，80歲，美國工會會員。[62]

### 17日
- 斯科特·布雷頓，37歲，美國開輪賽車手，死於賽車事故。
- 威利斯·康諾弗，75歲，美國廣播製作人[63]
- 瑪麗·哈斯，86歲，美國語言學家。[64]
- 魯西·莫迪，71歲，印度板球運動員。
- 尼克·奧里格拉斯，88歲，澳大利亞托洛茨基主義政治家。[65]
- 約翰尼「吉他」沃森，61歲，美國音樂家和創作歌手[66]

### 18日
- 切斯瓦夫·博布羅夫斯基，92歲，波蘭政治家和經濟學家。
- 馬里奧·布拉喬蒂，90歲，美國鋼琴家、作曲家和健談家。[67]
- 達維·丘拉薩皮亞，81歲，泰國空軍元帥。
- 切特·福爾特，60歲，美國電視導演和體育廣播脫口秀主持人[68]
- 凱文·吉伯特，29歲，美國音樂家，意外窒息而死。
- 約瑟夫·波拉特，86歲，德裔以色列棋手。
- T.B.韋拉皮蒂亞，71歲，斯裡蘭卡板球運動員。

### 19日
- 約翰·貝拉迪諾，79歲，美國棒球運動員和演員[69]
- 赫伯特·比克斯，82歲，德國空軍軍官。
- 傑克·福特，50歲，美國籃球運動員。[70]
- 北條秀司，93歲，日本作家、小說家和劇作家。
- V·N·賈納基，72歲，印度演員和政治家，心臟驟停而死。
- 瑪格麗特·羅林斯，89歲，英國女演員。[71]
- 查爾斯·維林登，89歲，比利時中世紀主義者。
- 齊格蒙特·齊姆賓斯基，75歲，波蘭法律哲學家和邏輯學家。

### 20日
- 讓-雅克·德爾博，87歲，法國演員。[72]
- 迪恩·哈倫斯，75歲，美國演員。
- 喬恩·珀特威，76歲，英國演員、喜劇演員、歌舞表演者和電視節目主持人[73]
- 賈內茲·維迪克，73歲，斯洛維尼亞畫家和插畫家。

### 21日
- 弗拉基米爾·別利亞科夫，78歲，蘇聯體操運動員。[74]
- 保羅·德爾夫，39歲，美國音樂家。
- 拉斐爾·迪·帕科，87歲，義大利公路自行車運動員。[75]
- 卡爾·霍夫曼，81歲，德國印度學家。
- 費爾南多·沃利奧·希門尼斯，71歲，哥斯大黎加政治家。
- 拉什·拉魯，78歲，美國演員[76]
- 弗里茨·利格斯，57歲，德國馬術運動員[77]

### 22日
- 羅伯特·克裡斯蒂，82歲，加拿大演員和導演。
- 斯伯特·赫德，85歲，美國計算機科學家和企業家。[78]
- 西摩·H·諾克斯三世，70歲，美國體育主管。
- 維科·拉維，84歲，芬蘭歌手、詞曲作者和作家。
- 莫裡斯·皮奧特，83歲，法國擊劍運動員。[79]
- 喬治·H·史密斯，73歲，美國作家。
- 黃秉璇，78歲，馬來西亞羽毛球運動員，死於肺炎。

### 23日
- 柏實義 (Shih-I Pai)，84歲，中華民國中央研究院第4屆(數理科學組)院士。[80]
- 阿布·烏拜達·班什裡，46歲，埃及基地組織領導人
- 派翠克·嘉吉，77歲，英國演員[81]
- 多蘿西·海森，81歲，美國女演員[82]
- 西姆·伊内斯，65歲，美國男子田徑運動員。[83]
- 埃弗特·卡爾森，75歲，瑞典跳臺滑雪運動員。[84]
- 伯恩哈德·克洛特，69歲，德國足球運動員，心臟病發作而死。
- 克羅尼德·柳巴爾斯基，62歲，蘇聯持不同政見者，心臟病發作而死。
- 坦朱·奧坎，57歲，土耳其唱片藝術家;歌手，死於肝硬化。
- 彼得·帕塞蒂，79歲，德國演員，死於癌症。

### 24日
- 約翰·阿博特，90歲，英國演員。[85]
- 豪爾赫·博拉尼奧斯，51歲，厄瓜多足球運動員。
- 哈裡·坎皮恩，91歲，英國統計學家和主任。
- 托马斯·康诺利，86歲，美國海軍上將，飛行員，體操運動員和奧運獎牌得主。[86]
- 何塞·夸特雷卡薩斯，93歲，西班牙裔美國藥劑師和植物學家。
- 雅各·德魯克曼，67歲，美國作曲家[87]
- 恩里克·阿爾瓦雷斯·費利克斯，62歲，墨西哥演員，心臟病發作而死。
- 約翰·克拉格，82歲，蘇里南總統。
- 約瑟夫·米切爾，87歲，美國作家。[88]
- 克希丁德拉莫漢那哈，64歲，印度地質學家和教授。
- 洛伊斯·佩雷羅，38歲，詩人;作家，死於愛滋病相關併發症。
- 諾曼·雷內，45歲，美國主任。[89]
- 羅蘭·瓦諾，88歲，荷蘭裔美國演員和秘密特工。[90]

### 25日
- 倫佐·德·費利斯，67歲，義大利歷史學家。[91]
- 第一代馬加代爾男爵約翰·莫裡，89歲，英國政治家。
- 蓋伊·馬澤林，96歲，法國作家。
- 布蘭得利·諾威爾，28歲，美國音樂家，Subline主唱和吉他手。
- 弗拉基米爾·烏霍夫，72歲，俄羅斯競走運動員。[92]
- 巴尼·威倫，59歲，法國薩克斯演奏家。[93]
- 迪米塔爾·約爾達諾夫，66歲，保加利亞足球運動員。

### 26日
- 奧勒·伯恩特森，81歲，丹麥水手。[94]
- 唐·博爾韋格，75歲，美國棒球運動員。[95]
- 海卡·格羅斯曼，76歲，以色列政治家、議會議員。
- 傑拉德·哈洛克，90歲，美國冰球運動員。
- 斯特凡·英德里霍夫斯基，86歲，波蘭記者和共產主義政治家。
- 奧維迪烏·帕帕迪瑪，86歲，羅馬尼亞文學評論家、民俗學家和散文家。[96]
- 米蘭·里巴爾，66歲，南斯拉夫/克羅埃西亞足球經理。
- 海杰·沙佩爾，89歲，荷蘭皇家空軍中將和政治家。[97]
- 邁克·夏普森，34歲，美國棒球運動員[98]

### 27日
- 喬治·布洛斯，55歲，美國哲學家、數理邏輯學家[99]
- 普德·布朗，79歲，美國爵士簧片演奏家。[100]
- 阿克塞爾·邦德，77歲，丹麥賽艇運動員。[101]
- 菲力浦·B·希利，74歲，美國政治家。[102]

### 28日
- 沃爾特·布蘭迪，68歲，義大利演員。
- 尼爾馬拉·德維，68歲，印度電影女演員和歌手。
- 乔治·科亚克，86歲，美國游泳運動員、奧運會冠軍。[103]
- 羅林·普拉瑟，70歲，加拿大足球運動員。
- 吉米·羅爾斯，77歲，美國爵士鋼琴家、歌手和作曲家。[104]

### 29日
- 詹寧斯·朗，81歲，美國演員[105]
- 伊西德羅·邁茲特吉，90歲，阿根廷作曲家。
- 安東寧·姆爾科斯，78歲，捷克天文學家。
- 赫蘭特·沙欣揚，72歲，蘇聯/亞美尼亞體操運動員。[106]
- 傑里米·辛登，45歲，英國演員，死於肺癌。
- 塔瑪拉·圖馬諾娃，77歲，俄羅斯芭蕾舞演員。[107]

### 30日
- 魏利煌，76岁，马来西亚政治人物。
- 卡梅倫勳爵約翰·卡梅倫，96歲，蘇格蘭法官。[108]
- 希瑟·坎寧，63歲，英國女演員。
- 威廉·达利，88歲，美國賽艇運動員。[109]
- 萊昂-艾蒂安·杜瓦爾，92歲，法國天主教主教和紅衣主教。[110]
- 弗朗索瓦·熱那亞，80歲，瑞士納粹合作者[111]
- 約翰·卡恩，48歲，美國低音吉他手。
- 阿洛·馬蒂森，35歲，愛沙尼亞作曲家。
- 亞瑟·羅斯，47歲，美國創作歌手。
- 納蒂維達·瓦西奧，83歲，美國演員。

### 31日
- 沃爾特·貝克漢姆，80歲，美國陸軍航空隊戰鬥機王牌和核科學家。
- 噸德利烏，69歲，荷蘭作曲家。[112]
- 盧西亞諾·拉馬，74歲，義大利政治家和工會會員。[113]
- 蒂莫西·利里，75歲，美國心理學家和作家[114]
- 湯瑪斯·弗朗西斯·澤維爾·史密斯，67歲，美國政治家[115]